# Мэрилин в образе Мао

Филипп Халсман. Мэрилин в образе Мао, 1952

«Мэрилин в образе Мао» (англ. Marilyn as Mao), или «Мэрилин/Мао» (англ. Marilyn/Mao), — фотомонтаж, созданный американским фотографом латышско-еврейского происхождения Филиппом Халсманом в 1952 году, позже — яркий художественный образ, использованный многими известными деятелями изобразительного искусства, среди которых Сальвадор Дали, китайские художники Юй Юхань и Хуа Цзимин.

## Фотография Филиппа Халсмана
Американская актриса и модель Мэрилин Монро к 1952 году уверенно шла к пику своей карьеры. Она заключила семилетний контракт с киностудией «20th Century Fox» в декабре 1950 года, спустя год она стала играть главные роли в фильмах этой студии. Вскоре она была признана «самой молодой кассовой актрисой» Голливудской ассоциацией иностранной прессы. Монро преподносила себя в качестве нового секс-символа: рассказала в интервью, что в 1949 году позировала обнажённой для фотографий, носила откровенное платье, пресса сообщала, что она обычно не носит нижнего белья. В 1952 года она сыграла в драме Фрица Ланга «Стычка в ночи» и триллере «Можно входить без стука», где исполнила роль душевнобольной няни. Три другие фильма-комедии 1952 года эксплуатировали её сексуальную привлекательность: «Мы не женаты!», «Мартышкин труд» (режиссёр Говард Хоукс), «Вождь краснокожих и другие…» (1952).
Мао Цзэдун сосредоточил к 1952 году в своих руках должности Председателя ЦК КПК и Председателя Центрального военного совета КНР, Председателя Народного политического консультативного совета Китая, он являлся в глазах западного обывателя символом необъятной власти, сосредоточенной в одних руках, нового социалистического Китая и проводимых в стране преобразований.
Филипп Халсман создал фотомонтаж «Мэрилин в образе Мао» (англ. «Marilyn as Mao») в 1952 году. Позитивы, сделанные в этом году, находятся в собрании Галерее искусства Коркоран под инвентарным номером CGA.1989.17j, а также в коллекции Музея Гетти под названием «Портрет Мэрилин Монро в образе Председателя Мао Цзэдуна» (англ. Portrait of Marilyn Monroe as Chairman Mao Zedong), его размер 34.4 на 25.9 сантиметров. Музей Гетти приобрёл его у коллекционера Сэмуэля Вагстаффа Младшего в 1984 году и неоднократно представлял на крупных международных выставках в 1985—1986 году (Лондон), в 1993 году (Малибу), в 2012 году (Лос-Анджелес). Ещё один позитив фотографии, сделанный в этом же году, находится в коллекции Staley-Wise Gallery в Нью-Йорке. Другой позитив хранится в Нью-Йоркском музее современного искусства (МОМА). Фотография выполнена в технике желатиносеребряного фотопроцесса (основан на использовании в качестве связующего элемента светочувствительных галогенидов серебра фотографической желатины). Размер позитива, хранящегося в музее МОМА (он сделан в 1967 году) — 34 x 25.8 сантиметров, этот позитив поступил в музей в дар от Джейн Халсман Белло (англ. Jane Halsman Bello), инвентарный номер фотографии в коллекции музея — 772.1998. В искусствоведческой литературе неоднократно встречалось утверждение, что испанский художник-сюрреалист Сальвадор Дали был инициатором создания фотоколлажа, задав Халсману в 1967 году вопрос: «Может ли он представить себе, как Мэрилин Монро выглядела бы в образе Председателя Мао?», однако на самом деле, вероятно, это событие относится к 1952 году, когда фотограф создал негатив фотографии.

## Полотно Сальвадора Дали
Работа Дали под её полным названием в каталоге «Автопортрет (фотомонтаж со знаменитым „Мао-Мэрилин“, созданным Филиппом Халсманом по просьбе Дали)» (англ. «Self-Portrait (Photomontage with the famous „Mao-Marilyn“ that Philippe Halsman created at Dalfs wish», 1971—1972) была выполнена в смешанной технике с использованием масляной живописи по холсту и фотоколлажа. Её размер — 118 x 96 сантиметров. Картина находится в частной коллекции. Среди работ Дали в каталоге значится под номером 1338. Она представляет собой монтаж лица Мэрилин Монро, наложенного на бюст Мао Цзэдуна (этот фотомонтаж создан фотографом Филиппом Халсманом), который, в свою очередь, наложен на профиль самого Дали, окруженный привычными объектами из других его полотен: плавящиеся на солнце часы, муравей, стервятник, стекающие вниз пятна красной и жёлтой красок. Известно, что Дали принял решение написать эту картину размером около 3 футов, чтобы отметить создание собственной шестичастной оперы «Быть Богом» (фр. «Être Dieu»), которую Дали начал в 1920-х годах, а затем продолжил сочинять в сотрудничестве с композитором Игорем Вакевичем и испанским писателем Мануэлем Васкесом Монтальбаном. Сам Дали предстает в этой опере в образе Бога, Бриджит Бардо в образе артишока, а Мэрилин Монро и Екатерина Великая исполняют стриптиз. Опера «Быть Богом» так и не была поставлена при жизни Сальвадора Дали. Сохранилась аудиозапись, сделанная в парижской студии, она была выпущена на 3 СD лейблом Eurostar. Однако компания впоследствии вышла из проекта, оставив тысячи компакт-дисков на складах.

Сальвадор Дали. Автопортрет (фотомонтаж со знаменитым «Мао-Мэрилин», созданным Филиппом Халсманом по просьбе Дали), 1972

Изображение картины Дали впервые появилось на обложке французского журнала Vogue, которую Дали создал на Рождество 1971 года (декабрьско-январский выпуск). Известно, что в 1972 году Дали работал над короткометражным фильмом, в котором накладывал черты американской актрисы Денис Санделл на лицо Мэрилин Монро. Художник рассказывал Денис Санделл, что планирует снять фильм об обложке Vogue, на которой он использовал фотоколлаж Филиппа Халсмана. Следов этого фильма искусствоведам разыскать не удалось.
Профиль Дали изображён на картине нечётко, его взгляд пристален, впечатляют орлиный нос, длинные ресницы, раскрашенные губы, драгоценное ожерелье вокруг шеи и длинная изящная шея. «Он видит себя монархом, ему нравится идея королевской власти», — утверждала по поводу этой картины искусствовед Джоан Кропф. По мнению искусствоведа «в „Автопортрете“ он пытается стать такой же иконой, как Мэрилин Монро». Тем не менее художник не был удовлетворен этой картиной. «У Дали была настоящая проблема с тем, что он не был Богом», — утверждает пресс-секретарь компании EG & G Dynatrend, занимавшейся продажей картины, Кристина Месснер, — «но он успокаивал себя, что если бы он был Богом, то он не был бы Дали, а быть Дали означало быть лучшим из всех».
Кристина Месснер утверждала, что Робер Дешарн, последний бизнес-менеджер Дали, сказал ей, будто бы полотно было задумано художником как дань растущим связям между Соединёнными Штатами и Китаем, и, когда президент Ричард М. Никсон собирался в Китай на встречу с Мао, Дали создал копию изображения, предназначенную для китайского лидера, которая была передана ему Никсоном во время этой личной встречи. В другой интерпретации слов Кристины Месснер, Дали якобы думал, что Мао однажды объединит Китай и Соединённые Штаты и «захватит мир».
Колумбийские наркобароны пытались использовать «Автопортрет» Сальвадора Дали для отмывания денег, но агенты Таможенной службы Соединённых Штатов 7 декабря 1993 года в Майами конфисковали картину, «так как она была приобретена за счёт незаконных продаж наркотиков». Таможенная служба в 1995 году собиралась продать её в Майами-Бич, чтобы финансово поддержать операции по борьбе с наркопреступностью. «Цель колумбийских торговцев наркотиками состояла в том, что их партнеры в Майами продадут картину на аукционе и направят деньги обратно в Колумбию», — говорится в заявлении Таможенной службы. Её представитель Майкл Шихан отказался объяснить, кто направил картину, кому, как Таможенная служба узнала об этом и где картина была перехвачена. Он заявил, что после проведения процедуры конфискации никто не стал претендовать на картину.
Картина была выставлена в Bass Museum of Art, там же прошла пресс-конференция, посвящённая аукциону (акция стала первой подобной продажей конфискованной картины таможенной службой). Аукцион был назначен на 1 июня. Газеты с юмором отмечали, что аукцион волей обстоятельств пришёлся на день рождения самой Мэрилин Монро. Дайан Камбер, исполнительный директор музея, назвала это событие «сюрреалистическим вечером». Так как работы Дали неоднократно подделывались (иногда это объясняется его привычкой подписывать чистые листы бумаги), картина была «проверена несколькими признанными экспертами Дали» и подтверждена архивистом и специалистом по творчеству художника Альбертом Филдом, а также последним бизнес-менеджером Дали Робером Дешарном. Известны четыре владельца картины: частный коллекционер Хелена де Саро из Барселоны в Испании; Galeria Duque Arango в Медельине, Колумбия; частный коллекционер в Майами и Таможенная служба. Таможенная служба оставила за собой право отклонить все заявки, поданные на аукцион, и не объявила минимальную цену (картина, как утверждалось, была оценена специалистами в 500 000 долларов США).
Продажа осуществлялась компанией EG & G Dynatrend из Берлингтона, штат Массачусетс, которая сотрудничает с Департаментом казначейства США, и Larry Latham Auctioneers из Брадентона, штат Флорида. Потенциальные покупатели, включая участников торгов, должны были внести депозиты в размере 25 000 долларов США. Вырученные средства должны были поступить в фонд Департамента казначейства, который финансирует правоохранительные органы Таможенной службы.

### Мао и Мэрилин в творчестве китайских художников
Образ, созданный Халсманом и повторённый Дали, нашёл живой отклик в современном китайском изобразительном искусстве. Юй Юхань (кит. трад. 余友涵, англ. Yu Youhan) — китайский художник, принадлежит к представителям авангарда, который сложился в Китае после окончания культурной революции. Художник долгое время был увлечён абстрактным искусством. После почти десятилетия создания абстрактных композиций Юй Юхань увлёкся поп-артом. Сам он объясняет смену стиля знакомством с работами Энди Уорхола.

Юй Юхань. Без названия (Мао Мэрилин), 2005

Работа Юй Юханя «Без названия (Мао Мэрилин)» (англ. «Untitled (Mao Marilyn)») создана в 2005 году, техника — масляная живопись по холсту, размер — 150 x 149 сантиметров, входила в коллекцию швейцарского бизнесмена и дипломата (он долгое время был послом Швейцарии в Китае) Ули Сигга. Картина основана на двух сериях Энди Уорхола разного времени «Мао» и «Мэрилин». Уорхол создал серию образов Мэрилин Монро в 1962 году, спустя неделю после загадочной смерти актрисы. Художник размышлял о культе звёзд. Он создал огромное полотно с пятьюдесятью портретами актрисы (шелкография, акрил, холст): половина из них ярко раскрашена, вторая же половина — чёрно-белая (часть изображений словно «испорчены»). Уорхол опирался на рекламный снимок Мэрилин из фильма «Ниагара» 1953 года. Трафаретная печать позволила Уорхолу разделить фотографические изображения на элементы и провести эксперименты в цвете. В 1972 году Уорхол приступил к созданию подобной серии изображений Председателя Мао Цзэдуна в той же технике, что совпало с растущим интересом к Западу в Китае и визитом президента Никсона в КНР. Юй Юхань создал работу, подражая «живописным» мазкам кисти, которые имитируются в экранной печати Уорхола. Художественный критик воспринимает просмотр картины Юй Юханя как рефлексивный опыт, поскольку художник отходит от техники фотографии и коммерческих процессов назад к ручной работе, противоположной отпечаткам Уорхола, которые объединяют коммерческие техники и фотографию. В современном китайском художественном движении Юй Юхань считается живописцем «политического поп-арта». Картина привлекла внимание художественных критиков и публики на выставке в Национальной галерее Австралии в 2009 году. Художественный критик Джулия М. Уайт считает, что полотно китайского художника вырывает Мао Цзэдуна из героического контекста и показывает его наслаждающимся своими «пятнадцатью минутами славы».
Китайский художник Хуа Цзимин (англ. Hua Jiming, род. 1964) часто для того, чтобы раскрыть свои мысли на полотне, пытается вызвать улыбку у зрителя. Он использует яркие цвета и включает в работы элементы поп-арта, отражая собственное понимание общества и искусства. В своей серии «20 Mao» художник по-разному изображает Мао Цзэдуна на своих картинах, некоторые его работы — юмористические, другие рассчитаны на серьёзное восприятие. «Я потратил два года на создание изображений Мао. Я использовал образ на полотне, чтобы показать вездесущность Мао в нашем обществе в его различных обличьях». Художник использует во многих своих произведениях стиль, напоминающий граффити. Акварель художника «Мэрилин Мао» (англ. «Marilyn Mao») выполнена в 2012 году. Её размер — 41 x 32 сантиметров.